# Самора Машел
Самора Мојзес Машел (порт. Samora Moises Machel; Мадрагоа, 29. септембар 1933 — Мбузини, 19. октобар 1986) је био борац против колонијализма, револуционар и први председник Мозамбика.

## Биографија
Рођен је 29. септембра у селу Мандрагоа (данас Чилембене) у покрајини Газа. Одрастао је у породици која се по налогу португалских колонизатора бавила узгојем памука. Године 1942. уписан је у школу коју су водили католички мисионари, а децу подучавали на португалском језику.
Године 1954. почео је да учи за неговатеља, једно од ретких занимања која су Португалци у то време допуштали црнцима да раде. У рударској несрећи у Јужноафричкој Републици изгубио је брата. Убрзо је отишао у суседну Танзанију, где се прикључио борцима за независност Мозамбика од португалске власти.

### Борба за независност Мозамбика
Машел је био симпатизер марксизма и први пут се побунио у болници у Мапуту против тога што су болничарке црнкиње мање плаћене од белкиња. Једном је новинару рекао: „Богаташев пас добива више у вакцини, лековима и здравственом осигурању, него радници на којима почива богаташево обиље”.
Године 1962, прикључио се Фронту за ослобођење Мозамбика (ФРЕЛИМО). Од 1963. је похађао војну обуку, а 1964. се вратио и водио први напад ФРЕЛИМО-а против португалских колонијалних власти. Године 1969. постао је један од вођа ФРЕЛИМО-а.

### Председник Мозамбика
Након државног удара у Португалији 25. априла 1974. године, колонијама је допуштена независност. Мозамбик је наредне године прогласио независност, а Самора Машел је 25. јуна постао први председник Мозамбика. Доласком на власт прогласио је Мозамбик социјалистичком републиком.
Након доласка на власт почео је да примењује марксизам у пракси, па је убрзо национализовано власништво португалијских колонизатора, покренута аграрна реформа и изграђен велик број школа и болница за сиромашно становништво.
Допуштао је револуционарима, који су се у Родезији и Јужној Африци борили против белачких расистичких влада, да вежбају и нападају из Мозамбика. Владе ових држава су као одговор на то организовале антимарксистичку герилску организацију РЕНАМО, која је вршила саботаже на железници и хидроелектранама у Мозамбику. Упркос томе, Машел је и даље остао популаран међу народом Мозамбика.

### Погибија
Дана 19. октобра 1986, Машел се у председничком авиону Тупољев Ту-134 враћао кући са међународне конференције у Лусаки, када се авион срушио у планинама Лебомбо у Јужној Африци. Комисија, коју је формирала влада Јужне Африке, закључила је да је пад авиона био узрокован грешком пилота. Ово објашњење су одбиле владе Мозамбика и Совјетског Савеза. Контроверза око његове смрти и данас је актуелна у Мозамбику.

## Породица
Машел је са првом женом имао четворо деце. Године 1969, оженио се својом другом супругом, Жосином. Његова трећа супруга била је Граца Машел. Она се 1998. удала за Нелсона Манделу. Након Машелове смрти 1986, одбила је да прихвати то као несрећу, те је свој живот посветила лову на његове убице.